# François de Brauer
Pour les articles homonymes, voir Brauer.
Œuvres principales
La Loi des prodiges
Rencontre avec une illuminée
François de Brauer, né à Douai, est un acteur, dramaturge et metteur en scène français.

## Biographie
François de Brauer débute au théâtre par les matchs d'improvisation avec son frère Pierre et Alban Ivanov puis il suit la classe libre du Cours Florent et entre au Conservatoire national supérieur d'art dramatique avec pour professeurs Dominique Valadié et Alain Françon,,.
Depuis 2010, il joue dans Les Trois Sœurs d’Anton Tchekhov mis en scène par Volodia Serre, Théâtre à la campagne  de David Lescot mis en scène par Sara Llorca, Les Femmes savantes de Molière mis en scène par Marc Paquien, Beaucoup de bruit pour rien de William Shakespeare mis en scène par  Clément Poirée, Illusions d'Ivan Viripaev mis en scène par Julia Vidit...
Appréciant le travail de Philippe Caubère et les humoristes qu'il écoutait enfant sur Rire et chansons, François de Brauer écrit, met en scène et joue le seul en scène La Loi des prodiges ou la Réforme Goutard de 2014 à 2020 notamment au Festival Off d'Avignon et au Théâtre de la Tempête,. L'acteur interprète le député Rémi Goutard qui en vient à proposer une loi sur l'interdiction des artistes et des manifestations culturelles. En jouant une vingtaine de personnages, il retrace la vie de cet homme et son cheminement vers cette proposition d'une société sans art. Le spectacle est diffusé sur la chaîne Public Sénat,,.
En 2022, François de Brauer s'apprête à jouer son deuxième seul en scène Les Performants sur lequel il a travaillé pendant trois ans lorsqu'il accepte l'invitation de Les Plateaux Sauvages d'écrire un spectacle court,. En quelques semaines, il écrit Rencontre avec une illuminée qui raconte la crise existentielle de Simon, comédien qu'il joue notamment au Théâtre du Petit-Saint-Martin,.
François de Brauer mène également une carrière au cinéma en jouant notamment dans Adieu les cons d'Albert Dupontel, Délicieux d'Éric Besnard, L'Abbé Pierre : Une vie de combats de Frédéric Tellier et dans les séries Fiasco et 37 Secondes.

## Théâtre

### Acteur
- 2004 : Le Chant du tournesol d'Irina Dalle, mise en scène Cécile Arthus, Théâtre de Ménilmontant
- 2005 : Les vraies raisons de Claire-Sophie Beau
- 2006 : Léonie est en avance de Georges Feydeau, mise en scène Grégory Montel, Théâtre du Marais
- 2006 : L'Opéra du dragon de Heiner Müller, mise en scène Joséphine Serre, Théâtre du Soleil
- 2006 : La Ravissante ronde de Werner Schwab, mise en scène Thomas Bouvet, Théâtre des Halles, Théâtre 13
- 2008 : La Vie parisienne de Jacques Offenbach, mise en scène Florence Guignolet, Théâtre Marsoulan
- 2008 : Les Prétendants de Jean-Luc Lagarce de Mario Gonzales, CNSAD, Théâtre 95 (Cergy)
- 2008 : Le Tartuffe ou l'Imposteur de Molière, mise en scène Dominique Valadié, CNSAD, Musée Calvet d'Avignon
- 2008 : Fragments d'un discours amoureux d'après Roland Barthes, mise en scène Julie Duclos, CNSAD
- 2009 : La Coupe et les Lèvres d’Alfred de Musset, mise en scène Maxime Kerzanet, Théâtre 13
- 2009 : Casting, comédie musicale mise en scène Yann-Joël Collin, CNSAD
- 2009 : Les Estivants de Maxime Gorki, mise en scène Gerard Desarthe, CNSAD
- 2010 : Les Trois Sœurs d’Anton Tchekhov, mise en scène Volodia Serre, Théâtre Jean-Vilar (Suresnes), tournée
- 2010 : La Dernière Noce, création collective, Ferme des Goths (Chalaux), Théâtre de l'Épée de Bois (Paris)
- 2011 : Théâtre à la campagne  de David Lescot, mise en scène Sara Llorca, La Comédie de Genève, tournée
- 2011 : Les Femmes savantes de Molière, mise en scène Marc Paquien, Théâtre de la Tempête, tournée
- 2011 : Beaucoup de bruit pour rien de William Shakespeare, mise en scène Clément Poirée, Théâtre de la Tempête, Théâtre du Globe de Londres, tournée
- 2013 : La Locandiera de Carlo Goldoni, mise en scène Marc Paquien, Théâtre de Carouge de Genève, Théâtre de l'Atelier, tournée
- 2013 : Les Deux Nobles Cousins de William Shakespeare, mise en scène Sara Llorca, Théâtre 13
- 2013 : Illusions d'Ivan Viripaev, mise en scène Julia Vidit, Théâtre de la Manufacture de Nancy, tournée
- 2014 : La Loi des prodiges de François de Brauer, Festival Off d'Avignon, Théâtre de la Tempête, tournée
- 2015 : La Nuit des rois de William Shakespeare, mise en scène Clément Poirée, Théâtre des Quartiers d'Ivry, Théâtre de la Tempête, tournée
- 2015 : Le Malade imaginaire de Molière, mise en scène Michel Didym, Théâtre de la Manufacture de Nancy, Théâtre Déjazet, tournée
- 2015 : Richard II d'après William Shakespeare, conception Guillaume Séverac-Schmitz, Théâtre Jean-Vilar (Suresnes), tournée
- 2019 : La Duchesse d'Amalfi de John Webster, mise en scène Guillaume Séverac-Schmitz, Maison des arts et de la culture de Créteil, tournée
- 2022 : Rencontre avec une illuminée de et mise en scène François de Brauer, Théâtre 13, tournée
- 2022 : On reprend de la fin (Don Giovanni), mise en scène Romie Esteves
- 2023 : Vie et mort de Jacques Chirac, roi des Français de Julien Campani et Leo Cohen-Paperman, mise en scène Leo Cohen-Paperman, Théâtre de la Porte-Saint-Martin
- 2023 : Arena, mise en scène Tommy Weber

### Auteur et metteur en scène
- 2014 : La Loi des prodiges, Festival Off d'Avignon, Théâtre de la Tempête, tournée
- 2022 : Rencontre avec une illuminée, Théâtre 13, tournée

## Filmographie

### Cinéma
- 2007 : Médée Miracle de Tonino De Bernardi
- 2020 : Adieu les cons d'Albert Dupontel
- 2021 : Délicieux d'Éric Besnard
- 2022 : Années 20 d'Élisabeth Vogler
- 2023 : L'Abbé Pierre : Une vie de combats de Frédéric Tellier
- 2023 : Vivants d'Alix Delaporte
- 2024 : Une vie rêvée de Morgan Simon
- 2024 : Les Boules de Noël d'Alexandra Leclère
- 2025 : L'Affaire de l'esclave Furcy d'Abd al Malik
- 2026 : Astérix : Le Royaume de Nubie d'Alexandre Heboyan

### Télévision
- 2010 : L'Appel du 18 Juin de Félix Olivier
- 2018 : Un entretien, série de Julien Patry, saison 1
- 2024 : Fiasco, série de Igor Gotesman
- 2024 : 37 Secondes, mini-série de Laure de Butler

### Scénariste
- 2018 : Le nico-trottoir, série sur Comédie+

## Radio
- 2020 : La Division, série radiophonique d'Emmanuel Suarez (5x30 minutes) réalisée par Sophie-Aude Picon, France Culture[14],[15]
- 2022 : La préhistoire du futur de Benjamin Abitan, saison 4, France Culture[16]
- 2022 : Cartouche, le bandit bien-aimé de Patrick Pécherot sur France Inter[17]
- 2022 : Illusions perdues d'Honoré de Balzac, feuilleton sur France Inter[18]
- 2023 : Le dernier Goya de Stéphane Lambert sur France Culture[19]
- 2023 : Fiction : Le grand Charles attend, feuilleton de François Pérache sur France Inter[20]
- 2024 : Voyage avec un âne dans les Cévennes de Robert Louis Stevenson, France Culture[21]

## Livres audio
- Molière, le fou de théâtre de Béatrice Fontanel, Gallimard Jeunesse Audio, 2021
- Les Chiens Pirates - Prisonniers des glaces de Clémentine Mélois et Rudy Spiessert, L'École des loisirs, 2024
- Les Chiens Pirates - Dans les griffes de Barbechat de Clémentine Mélois et Rudy Spiessert, L'École des loisirs, 2024
- Les Chiens Pirates - Adieu Côtelettes de Clémentine Mélois et Rudy Spiessert, L'École des loisirs, 2024

## Distinctions
- Prix SACD 2021 : Prix Nouveaux Talents Théâtre[22]